# Virus

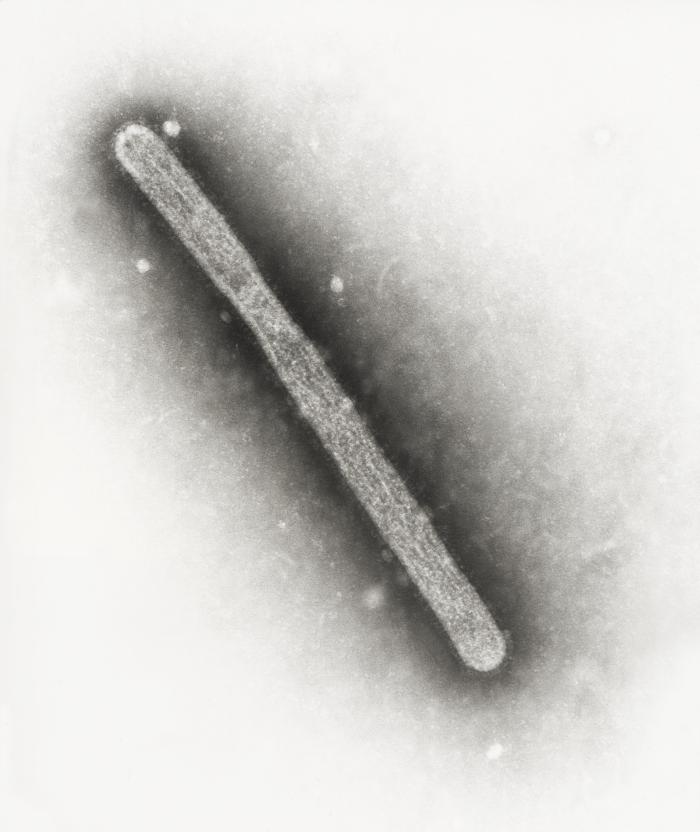
Virusul gripei aviare, văzut la microscopul electronic

Un virus este un agent infecțios submicroscopic care se poate replica doar în interiorul celulelor vii ale unui organism. Virusurile pot infecta toate formele de viață, de la animale și plante până la microorganisme, inclusiv bacterii și archaea.  Acestea sunt prezente în aproape toate ecosistemele de pe Pământ și constituie cea mai numeroasă entitate biologică. De la articolul lui Dmitri Ivanovski din 1892, care descria un agent patogen non-bacterian ce infecta plantele de tutun, și până la identificarea virusului mozaicului tutunului de către Martinus Beijerinck în 1898,:4 au fost descrise în detaliu peste 16.000 dintre milioanele de specii virale existente. Studiul virusurilor poartă denumirea de virologie și reprezintă o ramură a microbiologiei.
Într-o celulă gazdă infectată, virusurile determină reproducerea rapidă a mii de copii ale virusului original. În afara celulelor gazdă, virusurile există sub formă de virioni, particule independente compuse din (i) material genetic, reprezentat de molecule lungi de ADN sau ARN care codifică structura proteinelor necesare funcționării virusului; (ii) un înveliș proteic numit capsidă, care protejează materialul genetic; și, în unele cazuri, (iii) o anvelopă lipidică externă. Virionii pot avea forme variate, de la structuri elicoidale și icosaedrice simple până la arhitecturi mult mai complexe. Majoritatea speciilor virale au dimensiuni mult prea mici pentru a putea fi observate cu un microscop optic, fiind de aproximativ o sutime din dimensiunea majorității bacteriilor.
Originea virusurilor în evoluția vieții rămâne neclară. Unele virusuri ar putea proveni din plasmide, fragmente de ADN capabile să se deplaseze între celule, în timp ce altele ar putea deriva din bacterii. În procesul evolutiv, virusurile joacă un rol esențial în transferul orizontal de gene, contribuind astfel la diversitatea genetică într-un mod similar reproducerii sexuale. Unii biologi consideră virusurile forme de viață, deoarece conțin material genetic, se reproduc și evoluează prin selecție naturală. Totuși, lipsa unor trăsături esențiale, precum structura celulară, le exclude din definiția convențională a vieții. Astfel, ele sunt adesea considerate „entități la granița dintre viu și neviu”  sau simple structuri autoreplicative.
Virusurile se răspândesc prin diverse mecanisme. O modalitate frecventă de transmitere este prin intermediul vectorilor biologici, organisme purtătoare ale agenților patogeni. De exemplu, virusurile sunt adesea transmise de la o plantă la alta prin insecte care se hrănesc cu seva plantelor, precum afidele, în timp ce la animale, virusurile pot fi purtate de insecte hematofage. Multe virusuri se răspândesc prin aerosoli, fiind transmise prin tuse și strănut, așa cum se întâmplă în cazul virusurilor gripale, SARS-CoV-2, varicelei, variolei și rujeolei. Norovirusul și rotavirusul, cauze comune ale gastroenteritei virale, se transmit prin ruta fecal-orală, fiind răspândite prin contact direct mână-gură sau prin alimente și apă contaminate. Doza infecțioasă minimă pentru norovirus la om este de mai puțin de 100 particule. HIV este unul dintre numeroasele virusuri transmise prin contact sexual și prin expunerea la sânge infectat. Spectrul de gazde pe care un virus îl poate infecta, cunoscut sub numele de gamă de gazde, poate fi restrâns, afectând doar câteva specii, sau larg, permițând infectarea unui număr mare de organisme.:123–124
Infecțiile virale la animale declanșează un răspuns imun care, de obicei, elimină virusul. Răspunsurile imune pot fi induse și prin vaccinare, oferind imunitate dobândită împotriva unor infecții virale specifice. Cu toate acestea, anumite virusuri, cum ar fi cele care cauzează HIV/SIDA, infecția cu HPV și hepatita virală, pot eluda răspunsul imun și determina infecții cronice. Pentru combaterea infecțiilor virale au fost dezvoltate mai multe clase de antivirale care inhibă replicarea virală.

## Etimologie
Cuvântul românesc „virus” provine din latinescul vīrus, care însemna „otravă” sau „lichid nociv” și are aceeași origine indo-europeană ca sanscritul viṣa, avestanul vīša și grecescul vechi ἰός (iós), toate desemnând „otravă”. În română, termenul este atestat încă din secolul al XIX-lea în lucrări medicale și științifice, fiind preluat cel mai probabil din franceză (virus) sau germană (Virus), limbi care au influențat profund terminologia medicală. Pe măsură ce microbiologia și virologia s-au dezvoltat ca discipline distincte, sensul modern de agent patogen microscopic s-a consolidat.
Derivat din latinescul virulentus („otrăvitor”), cuvântul „virulent” este folosit pentru a descrie agenți infecțioși cu potențial ridicat de a provoca boli severe. Termenul „virion”, introdus în 1959, desemnează particula virală completă, capabilă să inițieze o nouă infecție.

## Origini
Virusurile sunt omniprezente în ecosistemele biologice și, cel mai probabil, au existat încă de la apariția primelor forme de viață celulară. Originea lor rămâne incertă, deoarece nu lasă fosile, iar analiza moleculară este principalul instrument folosit pentru a le reconstrui evoluția. În plus, materialul genetic viral poate fi uneori integrat în genomul gazdelor și transmis urmașilor timp de milioane de ani, oferind paleovirologilor o sursă valoroasă de informații despre virusurile străvechi.
Trei ipoteze majore încearcă să explice originea virusurilor:
1. Ipoteza regresivă susține că virusurile ar putea proveni din microorganisme celulare care, în urma unui proces de parazitism extrem, au pierdut treptat genele necesare pentru viața independentă. Rickettsia și Chlamydia, bacterii care se pot reproduce doar în interiorul celulelor gazdă, susțin această teorie, deoarece adaptarea lor parazitară a dus la pierderea unor gene esențiale pentru supraviețuirea autonomă. Această ipoteză mai este numită „ipoteza degenerării”[6]:16[19]:11 sau „ipoteza reducerii”.[20]:24
2. Ipoteza originii celulare sugerează că virusurile au evoluat din fragmente de ADN sau ARN care au „scăpat” din genomul unor organisme mai mari. Aceste fragmente ar fi putut proveni din plasmide (molecule circulante de ADN capabile să se transfere între celule) sau transposoni (segmente de ADN mobile care se pot reloca în genom).[13]:810 Transposonii, inițial denumiți „gene săritoare”, ar putea fi precursorii unor virusuri.[21] Această ipoteză mai este cunoscută și ca „ipoteza evadării”.[20]:24
3. Ipoteza co-evoluției, cunoscută și sub numele de „ipoteza virusurilor primordiale”,[20]:24 propune că virusurile au evoluat direct din molecule complexe de proteine și acizi nucleici, simultan cu apariția primelor celule de pe Pământ. În acest scenariu, virusurile ar fi existat ca entități autoreplicative primitive și ar fi devenit dependente de viața celulară pe măsură ce organismele complexe au evoluat. Viroidurile, molecule de ARN fără capsidă proteică, prezintă caracteristici comune cu virusurile și sunt considerate agenți subvirali.[6]:55 Acestea sunt patogeni importanți ai plantelor și, deși nu codifică proteine, utilizează mecanismele celulelor gazdă pentru replicare.[13]:791[22] Un exemplu interesant este virusul hepatitic delta, care are un genom ARN asemănător viroidurilor, dar își procură capsida proteică de la virusul hepatitic B, nefiind capabil să o producă singur.[13]:460 În mod similar, virofagul Sputnik depinde de mimivirus, care infectează protozoarul Acanthamoeba castellanii.[23] Astfel de virusuri, care necesită prezența altor virusuri pentru replicare, sunt numite „sateliți” și ar putea reprezenta verigi evolutive între viroiduri și virusuri.[19]:777[6]:55–57

Fiecare dintre aceste ipoteze are limitări. Ipoteza regresivă nu explică de ce niciun parazit celular cunoscut nu seamănă structural cu virusurile. Ipoteza evadării nu justifică prezența capsidelor complexe ale virusurilor, iar ipoteza virusurilor primordiale contrazice însăși definiția virusurilor, care presupune dependența lor de o celulă gazdă.:24 Astăzi, virusurile sunt considerate entități extrem de vechi, cu origini anterioare separării celor trei domenii ale vieții.:28 Această descoperire a condus virologii moderni la reevaluarea celor trei ipoteze clasice.:28
Studiile asupra unei lumi ancestrale a celulelor bazate pe ARN:26 și analizele bioinformatice ale secvențelor genetice virale și ale gazdelor oferă o mai bună înțelegere a relațiilor evolutive dintre virusuri și ar putea contribui la identificarea strămoșilor acestora. Cu toate acestea, până în prezent, niciuna dintre ipoteze nu a fost confirmată definitiv.:26 Este puțin probabil ca toate virusurile cunoscute astăzi să fi avut un strămoș comun, iar apariția lor a fost probabil rezultatul mai multor mecanisme evolutive, care au avut loc în momente diferite ale istoriei vieții.

## Microbiologie

### Descoperire
Primele dovezi ale existenței virusurilor au apărut din experimente cu filtre având pori suficient de mici pentru a reține bacteriile. În 1892, Dmitri Ivanovski a utilizat un astfel de filtru pentru a demonstra că seva unei plante de tutun bolnave rămânea infecțioasă pentru plantele sănătoase chiar și după filtrare. Martinus Beijerinck a numit acest agent infecțios filtrat „virus”, iar această descoperire este considerată începutul virusologiei. Ulterior, Frederick Twort și Félix d’Hérelle au identificat și caracterizat bacteriofagii, virusuri care infectează bacteriile, accelerând astfel progresul în domeniu. Până la începutul secolului al XX-lea, numeroase virusuri fuseseră deja descoperite. În 1926, Thomas Milton Rivers a definit virusurile drept paraziți intracelulari obligați, subliniind că acestea nu pot supraviețui și nu se pot multiplica în afara unei celule gazdă. Wendell Meredith Stanley a furnizat primele dovezi solide că virusurile sunt particule discrete, nu fluide, iar inventarea microscopului electronic în 1931 a permis observarea structurilor lor complexe, revoluționând virologia.

### Proprietăți ale vieții
Există dezbateri științifice privind statutul virusurilor ca forme de viață sau structuri biologice inerte. Acestea sunt descrise adesea ca „entități aflate la granița dintre viu și neviu”, deoarece prezintă anumite caracteristici ale organismelor vii: posedă material genetic, evoluează prin selecție naturală și se reproduc prin auto-asamblare. Totuși, spre deosebire de organismele vii, virusurile nu au o structură celulară, considerată unitatea fundamentală a vieții.
Virusurile nu dispun de un metabolism propriu și depind complet de o celulă gazdă pentru a sintetiza proteinele și acizii nucleici necesari replicării. Din acest motiv, ele nu se pot multiplica independent. Cu toate acestea, unele bacterii precum Rickettsia și Chlamydia sunt considerate organisme vii, deși necesită o celulă gazdă pentru replicare. Spre deosebire de virusuri, aceste bacterii au un metabolism propriu, chiar dacă limitat, ceea ce le apropie mai mult de formele de viață convenționale.
În timp ce organismele vii se reproduc prin diviziune celulară, virusurile nu cresc și nu se divid, ci se auto-asamblează în interiorul celulelor gazdă. Componentele virale—capsida, genomul viral și, în unele cazuri, învelișul lipidic—sunt produse separat și se asamblează spontan într-un nou virion. Spre deosebire de cristalizarea substanțelor anorganice, virusurile moștenesc mutații genetice și sunt supuse selecției naturale. Mai mult, rata lor de mutație este adesea mult mai ridicată decât cea a organismelor celulare, ceea ce le conferă o capacitate mare de adaptare și evoluție.
Mecanismul de auto-asamblare virală are implicații majore în studiul originii vieții, sprijinind ipoteza conform căreia primele forme de viață ar fi putut apărea prin autoasamblarea moleculelor organice complexe. Modelul „virocelular”, propus de Patrick Forterre, sugerează că celula infectată reprezintă adevărata formă vie a virusurilor, în timp ce particulele virale (virionii) sunt analoage sporilor. Deși dezbaterea privind natura virusurilor—vii sau non-vii—continuă, modelul virocelular a câștigat tot mai multă susținere în comunitatea științifică.

### Structură
Virusurile prezintă o diversitate considerabilă de dimensiuni și morfologii. În general, acestea sunt mult mai mici decât bacteriile – peste o mie de bacteriofagi ar putea încăpea în citoplasma unei singure celule de Escherichia coli, demonstrând astfel dimensiunea lor extrem de redusă.:98 Multe virusuri studiate au o formă icosaedrică sau sferică, cu diametre cuprinse între 20 și 300 nanometri. Unele filovirusuri, care au o morfologie filamentoasă, pot atinge o lungime de până la 1400 nm, însă diametrul lor este de aproximativ 80 nm.:33–55
Majoritatea virusurilor nu pot fi observate cu un microscop optic, astfel că pentru vizualizarea lor se folosesc microscoape electronice de transmisie și de scanare.:33–37 Pentru a îmbunătăți contrastul dintre virusuri și fundal, se utilizează coloranți electronodensi, adică soluții de săruri de metale grele (precum tungstenul), care deviază electronii din regiunile acoperite de colorant. Atunci când virionii sunt complet acoperiți de colorant (colorare pozitivă), detaliile fine devin greu de observat. Colorarea negativă rezolvă această problemă prin colorarea exclusivă a fundalului, evidențiind mai clar structura virionului.
Un virus complet, cunoscut sub numele de virion, este alcătuit dintr-un acid nucleic (ADN sau ARN) înconjurat de un înveliș protector de proteine, numit capsidă. Capsida este formată din subunități proteice numite capsomeri.:40 Unele virusuri sunt înconjurate suplimentar de o anvelopă virală, o membrană lipidică preluată din celula gazdă, în care sunt încorporate glicoproteine virale esențiale pentru recunoașterea și pătrunderea în celula gazdă.
Capsida este alcătuită din proteine virale codificate de genomul viral, iar forma sa reprezintă un criteriu fundamental pentru clasificarea virusurilor. Subunitățile proteice virale se auto-asamblează spontan pentru a forma capsida, iar acest proces, în majoritatea cazurilor, necesită prezența genomului viral. Virusurile mai complexe codifică proteine auxiliare implicate în asamblarea capsidei, facilitând astfel formarea corectă a particulelor virale.
Proteinele asociate cu acidul nucleic viral sunt denumite nucleoproteine, iar ansamblul format din capsida proteică și genomul viral este cunoscut sub numele de nucleocapsidă. Nucleocapsida joacă un rol esențial în protejarea și transportul materialului genetic viral.
Structura capsidei și a întregului virion poate fi analizată prin microscopie de forță atomică, iar tehnici avansate, precum cryo-microscopia electronică (cryo-EM), permit observarea detaliilor structurale la nivel aproape atomic.
În general, virusurile pot fi clasificate în cinci tipuri morfologice principale:
1. Helicoidal
Aceste virusuri sunt alcătuite dintr-un singur tip de capsomer dispus în jurul unei axe centrale, formând o structură helicoidală, care poate avea o cavitate centrală sau un canal intern. Această organizare determină virioni care pot fi fie scurți și rigizi, fie lungi și extrem de flexibili. Materialul genetic (de obicei ARN monocatenar, dar în unele cazuri ADN monocatenar) este stabilizat în structura proteică prin interacțiuni electrostatice între grupările fosfat cu sarcină negativă ale acidului nucleic și regiunile cationice ale proteinelor capsidice.
Lungimea capsidelor helicoidale este direct proporțională cu dimensiunea acidului nucleic conținut, iar diametrul depinde de mărimea și aranjamentul capsomerelor. Virusul mozaicului tutunului și virusurile din genul Inovirus sunt exemple bine studiate de virusuri helicoidale.:37 Unele virusuri helicoidale, precum virusul gripal, sunt învelite într-o membrană lipidică (peplos), derivată din membrana celulară a gazdei, care conține proteine virale esențiale pentru infecție.
2. Icosaedric
Majoritatea virusurilor animale prezintă o simetrie icosaedrică sau aproape sferică. Un icosaedru regulat reprezintă cea mai eficientă modalitate de organizare a unei capside utilizând subunități proteice identice. Numărul minim de capsomere necesar pentru fiecare față triunghiulară este 3, ceea ce duce la un total de 60 de capsomere într-un icosaedru ideal. Totuși, multe virusuri, precum rotavirusurile, au mai mult de 60 de capsomere, ceea ce le conferă un aspect sferic, păstrând totodată simetria icosaedrică.
În aceste structuri, capsomerele situate la vârfurile icosaedrului sunt înconjurate de cinci alte capsomere și sunt denumite pentoni, în timp ce cele de pe fețele triunghiulare sunt înconjurate de șase capsomere și sunt numite hexoni.:40,42 Hexonii sunt structuri plate, în timp ce pentonii, care formează cele 12 vârfuri ale icosaedrului, sunt ușor curbate. În unele virusuri, aceeași proteină poate forma atât pentoni, cât și hexoni, în timp ce în altele sunt implicate proteine diferite. Exemple de virusuri cu simetrie icosaedrică includ adenovirusurile, poliovirusul și virusul hepatitei A.
3. Prolat
Aceasta este o variantă alungită a icosaedrului, extinsă de-a lungul axei sale de simetrie de ordin cinci, și este o organizare comună a capsidei unor bacteriofagi. Structura constă într-un cilindru cu capete icosaedrice, combinând astfel trăsăturile simetriilor icosaedrice și helicoidale.
Un exemplu bine studiat este bacteriofagul T4, al cărui cap icosaedric prolat protejează genomul viral, în timp ce coada sa complexă facilitează atașarea la peretele celular și injectarea materialului genetic în celula gazdă. Această organizare îi conferă bacteriofagului o eficiență ridicată în procesul de infecție bacteriană.
4. Virusuri învelite
Unele specii virale își acoperă capsida cu o membrană derivată dintr-una dintre membranele celulei gazdă, fie membrana externă, fie structuri interne, precum membrana nucleară sau reticulul endoplasmatic. Această anvelopă lipidică, denumită pericapsidă sau anvelopă virală , este presărată cu proteine codificate atât de genomul viral, cât și de cel al gazdei, în timp ce lipidele și carbohidrații provin exclusiv din celula infectată. Virusurile gripale, HIV (care cauzează SIDA) și SARS-CoV-2 (responsabil pentru COVID-19) utilizează această strategie. Majoritatea virusurilor învelite depind de anvelopa lor pentru a infecta celulele gazdă, deoarece aceasta conține glicoproteine esențiale pentru atașare și fuziune cu membrana celulară. Aceste glicoproteine joacă un rol crucial în recunoașterea receptorilor specifici de pe suprafața celulei gazdă, facilitând astfel pătrunderea virusului.:42–43
5. Virusuri complexe
Aceste virusuri au o capsidă care nu este nici pur helicoidală, nici pur icosaedrică, putând prezenta structuri suplimentare, precum cozi proteice sau învelișuri exterioare complexe. Unele bacteriofage, cum ar fi fag enterobacterian T4, au o structură alcătuită dintr-un cap icosaedric atașat unei cozi helicoidale, care poate include o placă bazală hexagonală cu fibre proteice proeminente. Acest mecanism funcționează similar unei seringi moleculare, permițând transferul controlat al genomului viral direct în citoplasmă.
Poxvirusurile sunt virusuri complexe de dimensiuni mari, cu o morfologie neobișnuită. Genomul viral este asociat cu proteine într-o structură centrală denumită nucleoid, înconjurată de o membrană și două structuri laterale cu funcții necunoscute. Virusul este acoperit de un înveliș extern cu un strat proteic gros, presărat cu structuri asemănătoare spicuilor. Întregul virion este ușor pleomorf, variind între forme ovoide și cele de tip „cărămidă”. Spre deosebire de majoritatea virusurilor ADN, care folosesc mecanismele gazdei pentru replicare în nucleu, poxvirusurile își desfășoară întregul ciclu de replicare în citoplasmă, utilizând propriile enzime.

#### Viruși gigantici
Mimivirus este unul dintre cei mai mari viruși caracterizați, având un diametru al capsidei de aproximativ 400 nm, de la suprafața căruia se extind filamente proteice de 100 nm. La microscopul electronic, capsida sa prezintă o formă hexagonală, sugerând o simetrie icosaedrică.
În 2011, cercetătorii au descoperit cel mai mare virus cunoscut la acea vreme în probe de apă prelevate de pe fundul oceanului, în largul coastelor din Las Cruces, Chile. Denumit provizoriu Megavirus chilensis, acesta este suficient de mare pentru a putea fi observat cu un microscop optic obișnuit.
În 2013, a fost identificat genul Pandoravirus în Chile și Australia, virusurile din această categorie având genomuri de aproximativ două ori mai mari decât cele ale Megavirus și Mimivirus. Toți virușii gigantici au genomuri alcătuite din ADN dublu catenar (dsDNA) și sunt clasificați în mai multe familii: Mimiviridae, Pithoviridae, Pandoraviridae, Phycodnaviridae și genul Mollivirus.
Acești viruși ridică întrebări fundamentale despre evoluția virusurilor și relația lor cu organismele celulare. Datorită dimensiunilor mari și complexității genomice, unii cercetători sugerează că ar putea avea un strămoș comun cu forme de viață celulare ancestrale, ceea ce a condus la ipoteza că virușii gigantici ar putea reprezenta o „verigă lipsă” între virusuri și celulele vii. În plus, interacțiunile lor cu gazdele indică un rol ecologic important, influențând dinamica populațiilor microbiene și ciclurile biogeochimice.
Pe lângă virușii gigantici, unele virusuri care infectează Archaea prezintă structuri complexe unice, distincte de orice alt tip de virus. Acestea pot avea forme variate, incluzând structuri fusiforme, tije curbate, forme de lacrimă sau chiar asemănătoare unor recipiente. Alte virusuri archaeale seamănă cu bacteriofagii cu coadă, având uneori multiple structuri caudale. Studiul acestor virusuri contribuie la o mai bună înțelegere a diversității și adaptabilității agenților infecțioși, evidențiind complexitatea interacțiunilor virus-gazdă în medii extreme.

### Genomul viral
| Proprietate    | Parametri                                                                     |
| -------------- | ----------------------------------------------------------------------------- |
| Acid nucleic   | - ADN - ARN - Atât ADN, cât și ARN (în diferite etape ale ciclului de viață)  |
| Formă          | - Lineară - Circulară - Segmentară                                            |
| Tipul lanțului | - Uniciriptor (ss) - Dubluriptor (ds) - Dubluriptor cu regiuni de uniciriptor |
| Sens           | - Sens pozitiv (+) - Sens negativ (−) - Ambisens (+/−)                        |

Virusurile prezintă o diversitate genomică structurală excepțională, mai mare decât cea observată la plante, animale, arhee sau bacterii. Există milioane de tipuri de virusuri, însă mai puțin de 7.000 au fost descrise în detaliu.:49 În ianuarie 2021, baza de date NCBI Virus Genome conținea peste 193.000 de secvențe genomice complete, însă multe altele rămân nedescoperite.
Fiecare virus conține un genom alcătuit fie din ADN, fie din ARN, ceea ce determină clasificarea sa ca virus ADN sau virus ARN. Majoritatea virusurilor au genom ARN. Virusurile plantelor tind să aibă genomuri ARN monocatenare, în timp ce bacteriofagii au, de obicei, genomuri ADN bicatenare.:96–99
Genomurile virale pot fi circulare, precum cele ale poliomavirusurilor, sau liniare, precum cele ale adenovirusurilor. Forma genomului nu este influențată de tipul acidului nucleic. Unele virusuri ARN și ADN au genomuri segmentate, adică împărțite în mai multe fragmente distincte. La virusurile ARN, fiecare segment codifică, de regulă, o singură proteină și este încapsidat împreună cu celelalte segmente într-un singur capsid. Totuși, anumite virusuri pot fi infecțioase chiar dacă nu conțin toate segmentele genomului într-un singur virion, așa cum se observă la virusul mozaicului de brom și alte virusuri vegetale.:33–35
Indiferent de tipul acidului nucleic, genomul viral este aproape întotdeauna fie monocatenar (single-stranded, ss), fie bicatenar (double-stranded, ds):
- Genomurile monocatenare conțin o singură catenă de acid nucleic, asemănătoare cu o jumătate de scară.
- Genomurile bicatenare sunt alcătuite din două catene complementare, formând o structură asemănătoare unei scări complete.
- Virusurile din familia Hepadnaviridae au genomuri parțial monocatenare și parțial bicatenare.[19]:96–99

Pentru majoritatea virusurilor cu genom ARN și unele virusuri cu genom ADN monocatenar (ssADN), catenele sunt fie cu polaritate pozitivă (catena plus), fie cu polaritate negativă (catena minus), în funcție de raportul lor cu ARN mesagerul (ARNm-ul) viral:
- ARN viral cu polaritate pozitivă – are aceeași secvență ca ARNm-ul viral și poate fi translat direct de ribozomii celulei gazdă.
- ARN viral cu polaritate negativă – este complementar ARNm-ului viral și trebuie transcris într-un ARN cu polaritate pozitivă de către o ARN polimerază ARN-dependentă înainte de traducere.

Nomenclatura pentru virusurile ssADN urmează același principiu:
- ssADN cu polaritate pozitivă – are aceeași secvență ca ARNm-ul viral, acționând astfel ca catenă codificatoare.
- ssADN cu polaritate negativă – este complementar ARNm-ului și servește ca catenă matriță.[19]:96–99

Unele virusuri ssADN și ssARN au genomuri ambisens, ceea ce înseamnă că transcripția poate avea loc pe ambele catene ale unui intermediar replicativ bicatenar. Acest mecanism permite reglarea expresiei genice în diferite etape ale ciclului replicativ viral. Exemple notabile includ:
- Geminivirusurile – virusuri vegetale cu genom ssADN.
- Arenavirusurile – virusuri ssARN care infectează mamiferele.[52]

#### Dimensiunea genomului
Dimensiunea genomului variază considerabil între specii. Cele mai mici virusuri—circovirusurile cu ssDNA, familia Circoviridae—codifică doar două proteine și au un genom de aproximativ două kilobaze. La polul opus, pandoravirusurile au dimensiuni genomice de aproximativ două megabaze și codifică circa 2500 de proteine. Genele virale au rareori introni și sunt adesea organizate astfel încât se suprapun în genom. Totuși, dimensiunea genomului nu este întotdeauna corelată cu complexitatea virusului. De exemplu, virusurile mari, cum ar fi Mimivirus, au dimensiuni genomice comparabile cu cele ale unor bacterii, dar multe dintre genele lor au funcții încă necunoscute.
În general, virusurile cu genom ARN au dimensiuni mai mici decât virusurile cu genom ADN, deoarece procesul lor de replicare este mai predispus la erori, ceea ce le impune o limită superioară de dimensiune. Dincolo de acest prag, acumularea de mutații poate face virusul nefuncțional sau necompetitiv. Pentru a compensa acest lucru, multe virusuri ARN au genomuri segmentate—genomul este împărțit în mai multe molecule—ceea ce reduce probabilitatea ca o mutație într-un singur segment să compromită întregul genom. În schimb, virusurile ADN tind să aibă genomuri mai mari datorită fidelității ridicate a enzimelor lor de replicare. O excepție sunt virusurile cu ssDNA, ale căror rate de mutație pot atinge valori extreme, similare celor observate la virusurile ssARN.

### Mutație genetică și recombinare

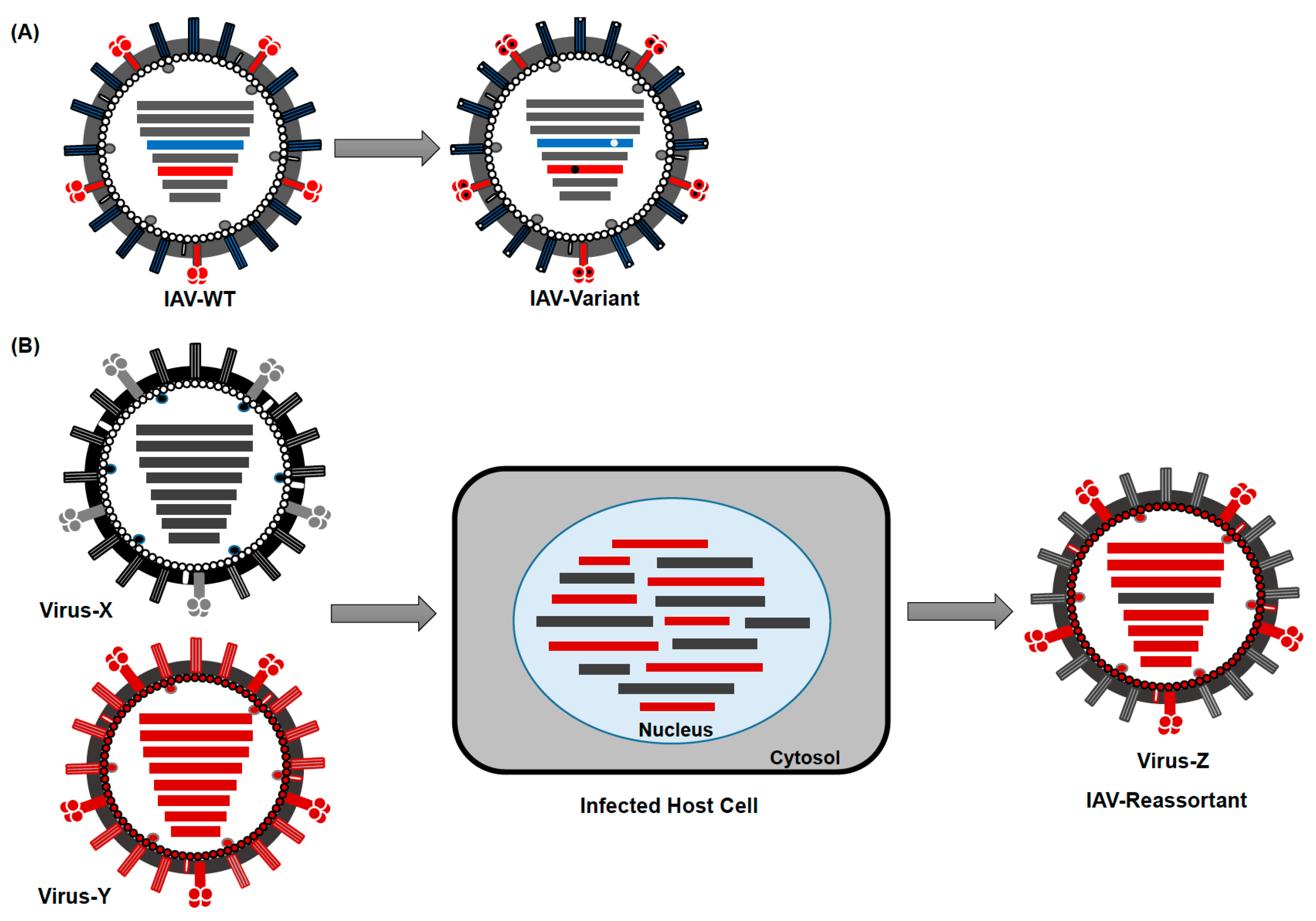
Mecanismele evoluționale ale virusului gripal A. (A) Deriva antigenică: Acumularea treptată a mutațiilor în genomul virusurilor gripale A duce la apariția unor variante virale noi. (B) Schimbarea antigenică: Reasortarea segmentelor genetice între două sau mai multe virusuri gripale A invazive într-o celulă gazdă poate duce la apariția unui subtip antigenic nou.

Virusurile suferă modificări genetice prin mai multe mecanisme. Unul dintre acestea este deriva antigenică, în care anumite baze din ADN sau ARN suferă mutații punctiforme. Cele mai multe dintre aceste mutații sunt 'tăcute'—nu afectează proteinele codificate—dar unele pot conferi avantaje evolutive, cum ar fi rezistența la antivirale. Deriva antigenic apare atunci când genomul virusului suferă modificări majore, fie prin recombinare, fie prin reasortare genomică. Virusul gripal A este deosebit de predispus la reasortare, iar acest fenomen a dus, ocazional, la apariția unor noi tulpini pandemice, cum a fost cazul virusului H1N1 în 2009.
Virusurile ARN există adesea sub formă de cvasispecii, adică populații de virusuri cu același genom, dar cu secvențe nucleotidice ușor diferite. Aceste cvasispecii sunt supuse selecției naturale și pot contribui la adaptarea rapidă a virusului. Ele permit virusurilor să reziste mai eficient la presiunile selective, precum răspunsul imun al gazdei sau acțiunea antiviralelor.
Genomurile segmentate conferă avantaje evolutive semnificative; diferite tulpini ale unui virus cu genom segmentat pot recombina segmentele și genera noi variante cu caracteristici unice. Acest proces, numit reasortare sau "sex viral", este un mecanism esențial prin care virusurile își diversifică materialul genetic și pot accelera adaptarea la noi gazde sau medii.
Recombinarea genetică implică ruperea și reunirea fragmentelor de ADN sau ARN și poate apărea atunci când celula-gazdă este infectată simultan de mai mulți viruși. Studiile asupra evoluției virale au demonstrat că recombinarea este un fenomen frecvent. Aceasta apare atât la virusurile ADN, cât și la cele ARN.
În cazul coronavirusurilor, care au un genom ARN monocatenar cu polaritate pozitivă, replicarea este catalizată de o ARN polimerază ARN-dependentă. Recombinarea are loc printr-un mecanism de comutare a matriței (template switching), în care polimeraza sare între diferite șabloane ARN în timpul replicării. Acest proces nu doar ajută la repararea genomului în cazul unor leziuni, ci și contribuie la apariția unor noi variante cu trăsături genetice distincte. Această capacitate de recombinare a fost un factor semnificativ în evoluția și diversificarea coronavirusurilor, inclusiv în cazul SARS-CoV-2.

### Ciclul de replicare

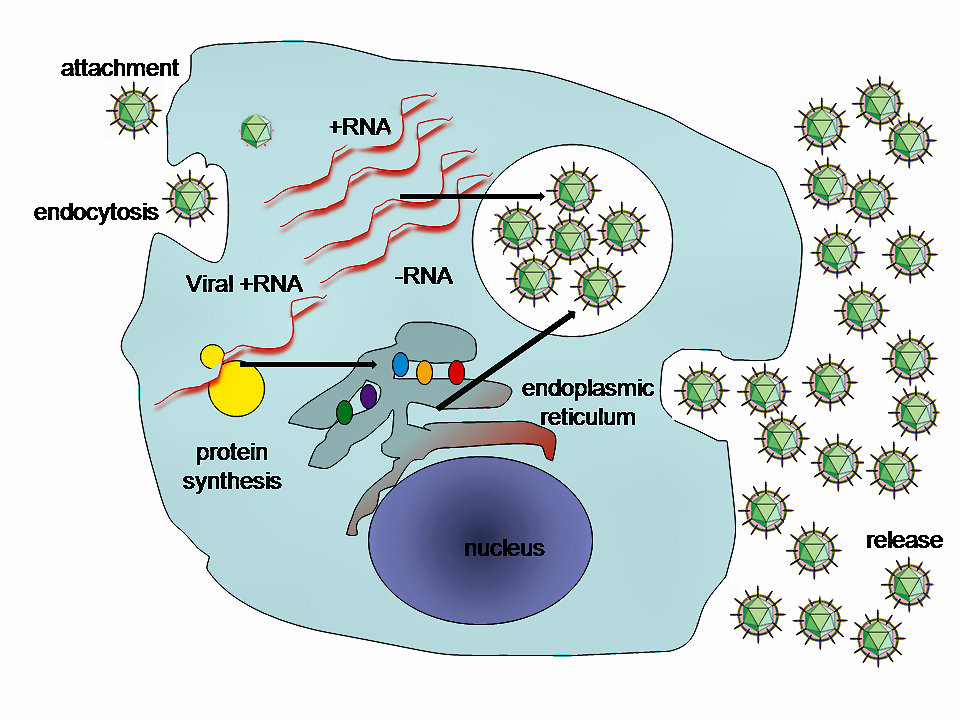
Ciclul tipic de replicare al unui virus

Unii bacteriofagi injectează genomul în celulele bacteriene (nu la scară)

Populațiile virale nu cresc prin diviziune celulară, deoarece sunt acelulare. În schimb, ele folosesc mecanismele și metabolismul unei celule-gazdă pentru a produce multiple copii ale lor și se asamblează în interiorul celulei. Odată infectată, celula-gazdă este forțată să producă rapid mii de copii ale virusului inițial.
Ciclul de viață al virusurilor variază considerabil între specii, dar cuprinde șase etape de bază. Aceste etape, deși variabile între specii, urmează în general acest model::75–91
1. Atașarea implică legarea specifică între proteinele capsidului viral și receptorii celulari de pe suprafața celulei-gazdă. Această specificitate determină spectrul gazdelor și tipul de celule pe care un virus le poate infecta. De exemplu, HIV infectează un număr limitat de leucocite umane, deoarece proteina sa de suprafață, gp120, interacționează specific cu receptorul CD4 — un receptor chemokinic prezent pe limfocitele T CD4+. Alte virusuri pot recunoaște receptori diferiți, în funcție de tipul de celulă pe care îl pot infecta. Acest mecanism a evoluat pentru a favoriza virusurile capabile să infecteze doar celulele în care se pot replica. Atașarea la receptor poate declanșa modificări ale proteinelor anvelopei virale, ceea ce duce la fuziunea membranelor virale și celulare sau, în cazul virusurilor fără anvelopă, la modificări ale proteinelor capsidului, facilitând astfel pătrunderea virusului.[69]
2. Penetrarea sau intrarea virală are loc imediat după atașare. Virionii pătrund în celula-gazdă prin endocitoză mediată de receptori sau prin fuziunea membranelor. În cazul celulelor vegetale și fungice, infecția diferă de cea a celulelor animale. Plantele au pereți celulari rigizi din celuloză, iar fungii din chitină, ceea ce face ca majoritatea virusurilor să pătrundă în aceste celule doar în urma unor traume care compromit peretele celular.[6]:70 Virusurile vegetale, precum virusul mozaicului tutunului, se pot răspândi și direct dintr-o celulă în alta sub formă de complexe nucleoproteice monocatenare, prin plasmodesme.[70] În cazul bacteriilor, care au pereți celulari mai subțiri decât plantele, unele bacteriofage au dezvoltat structuri specializate, cum ar fi fibrele caudale, care le permit să injecteze genomul viral în celula-gazdă, lăsând capsidul viral în exterior.[6]:71
3. Decapsidarea este procesul prin care capsidul viral este îndepărtat, fie prin degradare enzimatică de către enzime virale sau ale gazdei, fie prin disociere spontană. Acest proces eliberează acidul nucleic viral în citoplasma celulei.[71]
4. Replicarea virusului implică multiplicarea genomului său. Procesul include sinteza ARN-ului mesager (ARNm) viral din genele „timpurii” (cu excepția virusurilor ARN monocatenare cu sens pozitiv), sinteza proteinelor virale, asamblarea proteinelor structurale și replicarea genomului viral. Replicarea este mediată de proteine timpurii sau reglatoare. În cazul virusurilor complexe cu genomuri mari, acest proces poate include cicluri suplimentare de sinteză a ARNm-ului. Expresia genelor „târzii” duce, în general, la producerea proteinelor structurale necesare formării virionilor.[72]
5. Asamblarea are loc prin auto-asamblarea particulelor virale, un proces controlat de structura virală. În cazul unor virusuri, cum ar fi HIV, proteinele virale suferă modificări suplimentare printr-un proces numit maturare. Această etapă este esențială pentru obținerea unor particule virale infecțioase și este mediată de proteaze virale care clivează precursorii proteici în componente funcționale.[73]
6. Eliberarea virusurilor din celula-gazdă se poate produce prin liză, un proces care determină ruperea membranei celulare și, în cazul bacteriilor și plantelor, a peretelui celular. Această metodă este frecventă la multe bacteriofage și la unele virusuri animale. Alte virusuri urmează un ciclu lizogenic, în care genomul viral este integrat în genomul gazdei prin recombinare genetică. În această stare, genomul viral se numește provirus (în cazul virusurilor animale) sau profag (în cazul bacteriofagilor).[13]:836 De fiecare dată când celula-gazdă se divide, genomul viral este replicat împreună cu genomul gazdei. În această formă latentă, genomul viral rămâne inactiv și poate trece nedetectat de sistemul imunitar al gazdei până când factori precum radiațiile UV sau stresul celular declanșează reactivarea virusului și distrugerea celulelor gazdă.[6]:243–259 Virusurile cu anvelopă, cum ar fi HIV, sunt adesea eliberate din celula-gazdă prin înmugurire, proces în care virusul dobândește anvelopa sa prin încorporarea unei porțiuni modificate a membranei celulare a gazdei sau a unei membrane interne.[6]:185–187

### Replicarea genomului
Materialul genetic din particulele virale și metoda prin care acesta este replicat variază considerabil între diferite tipuri de virusuri. Virusurile pot fi clasificate în funcție de tipul genomului — ADN, ARN sau ARN cu transcriere inversă — fiecare având mecanisme distincte de replicare.
Virusurile ADN
Replicarea genomului majorității virusurilor cu genom ADN are loc în nucleul celulei-gazdă. Dacă celula prezintă receptorii specifici pe suprafața sa, aceste virusuri pătrund în celulă fie prin fuziune directă cu membrana celulară (de exemplu, herpesvirusurile), fie — mult mai frecvent — prin endocitoză mediată de receptori.
Majoritatea virusurilor ADN depind complet de aparatul celular al gazdei pentru sinteza și procesarea ADN-ului și ARN-ului, deoarece nucleul conține enzimele necesare pentru replicare. Virusurile cu genomuri mari pot codifica o parte din aceste componente, reducându-și astfel dependența de gazdă. În celulele eucariote, genomul viral trebuie să traverseze membrana nucleară pentru a accesa aceste enzime, în timp ce, în bacterii, este suficient să pătrundă în citoplasmă.:118:78
Virusurile ARN
Replicarea virusurilor cu genom ARN are loc, de regulă, în citoplasmă. Aceste virusuri pot fi clasificate în patru grupuri, în funcție de modul lor de replicare. Polaritatea genomului ARN monocatenar — adică dacă acesta poate fi utilizat direct de ribozomi pentru a sintetiza proteine — este un factor determinant în mecanismul replicativ, alături de structura materialului genetic (monocatenar sau bicatenar).
Virusurile ARN cu sens pozitiv (+ARN) acționează direct ca ARN mesager (ARNm) și pot fi imediat traduse în proteine de către ribozomii celulei-gazdă. În schimb, virusurile ARN cu sens negativ (−ARN) necesită transcrierea în +ARN de către o enzimă virală numită ARN-polimerază ARN-dependentă (ARN replicază) înainte de a putea produce proteine. Indiferent de polaritate, toate virusurile ARN folosesc aceste replicaze virale pentru a-și copia genomurile.:79
Virusurile cu transcriere inversă
Virusurile cu transcriere inversă pot avea ARN monocatenar (Retroviridae, Metaviridae, Pseudoviridae) sau ADN bicatenar (Caulimoviridae și Hepadnaviridae) în particulele lor virale. Virusurile cu ARN genomic (retrovirusuri) folosesc un intermediar ADN pentru replicare, în timp ce cele cu ADN genomic (pararetrovirusuri) utilizează un intermediar ARN în timpul replicării genomului.
Ambele tipuri de virusuri folosesc o enzimă numită revers-transcriptază (ADN-polimerază ARN-dependentă) pentru a converti acidul nucleic. Este important de menționat că revers-transcriptaza nu are activitate de corectare a erorilor, ceea ce duce la o rată ridicată de mutații. Aceasta contribuie la diversitatea genetică a retrovirusurilor, precum HIV, și la apariția rapidă a rezistenței la medicamente.
Retrovirusurile integrează ADN-ul rezultat în urma transcrierii inverse în genomul gazdei sub formă de provirus, ca parte a procesului de replicare. Acest provirus poate rămâne latent în genomul gazdei pentru perioade îndelungate, contribuind la persistența infecției și complicând tratamentul. Reactivarea provirusului poate duce la producerea de noi particule virale.
În schimb, pararetrovirusurile, cum ar fi virusul hepatitei B (din familia Hepadnaviridae), nu integrează ADN-ul în genomul gazdei. Cu toate acestea, copii integrate ale genomului unor pararetrovirusuri vegetale pot, în anumite condiții, genera virusuri infecțioase.
Virusurile cu transcriere inversă sunt vulnerabile la medicamente antivirale care inhibă revers-transcriptaza, precum zidovudina și lamivudina. Aceste medicamente acționează ca analogi nucleozidici, încorporându-se în lanțul de ADN viral în formare și blocând astfel replicarea. HIV este un exemplu de retrovirus, în timp ce virusurile hepatitei B fac parte din familia Hepadnaviridae.:88–89

### Efectele citopatice asupra celulei-gazdă
Virusurile produc o gamă variată de efecte structurale și biochimice asupra celulei-gazdă,:115–146 cunoscute sub denumirea de efecte citopatice.:115 În cele mai multe cazuri, infecțiile virale duc la moartea celulei. Cauzele includ liza celulară, modificări ale membranei celulare și apoptoza (moarte celulară programată).
Adesea, moartea celulară nu este rezultatul direct al virusului, ci al perturbării activităților celulare normale de către proteine virale specifice, dintre care unele nu sunt componente structurale ale particulei virale. Aceste proteine pot inhiba procese esențiale, precum replicarea ADN-ului, transcripția sau translația, blocând funcțiile vitale ale celulei. În plus, unele virusuri pot evita detectarea de către sistemul imunitar prin inhibarea apoptozei sau prin modularea răspunsurilor imune ale gazdei.
Diferențele dintre efectele citopatice și cele inofensive sunt adesea graduale. De exemplu, virusul Epstein–Barr (EBV) poate induce proliferarea celulară fără a provoca cancer, în timp ce papilomavirusurile sunt bine-cunoscute pentru capacitatea lor oncogenă, contribuind la apariția cancerului.

### Infecții latente și dormante
Unele virusuri nu produc modificări vizibile în celulele infectate. În aceste cazuri, virusul rămâne în stare latentă și inactivă, fără a genera simptome și fără a afecta funcțiile celulare normale. Astfel de infecții persistente pot dura luni sau ani, virusul rămânând dormant în organism. Aceasta este o caracteristică frecventă a herpesvirusurilor, care pot fi reactivate în condiții precum imunosupresia, stresul sau alte boli, declanșând simptome recurente.
În timpul latenței, genomul viral poate rămâne sub formă de episom (moleculă circulară de ADN) în nucleul celulei, așa cum se întâmplă în cazul herpesvirusurilor. În schimb, virusurile precum HIV integrează ADN-ul viral în genomul gazdei, formând un provirus care poate fi reactivat în anumite condiții.

### Gama de gazde
Virusurile sunt cele mai abundente entități biologice de pe Pământ, depășind numeric toate celelalte forme de viață combinate. Ele pot infecta orice tip de organism celular, inclusiv animale, plante, bacterii și ciuperci.:49
Fiecare virus are o gama de gazde specifică, reprezentând ansamblul speciilor pe care le poate infecta. Unele virusuri, cum ar fi virusul variolei, infectează exclusiv oamenii și sunt considerate virusuri cu gamă de gazde restrânsă.:643 În schimb, virusul rabic are o gama de gazde extinsă, putând infecta diverse specii de mamifere.:631
Virusurile care infectează plantele nu reprezintă un risc pentru animale, iar majoritatea virusurilor care infectează animale nu sunt periculoase pentru oameni.:272 De asemenea, anumite bacteriofagi au o specificitate extremă, infectând doar anumite tulpini bacteriene. Această caracteristică este exploatată în tipizarea fagilor, o metodă utilizată pentru identificarea sursei focarelor de infecție bacteriană.
În cazul unor virusuri cu genom segmentat, precum virusul gripal, poate avea loc un proces de reasortare genetică atunci când două sau mai multe tulpini virale infectează aceeași gazdă. Aceasta permite schimbul de segmente genetice între virusuri, ducând la apariția unor noi tulpini virale cu potențial pandemic.
Totalitatea virusurilor care coexistă într-un organism sau într-un anumit mediu este denumită virom. De exemplu, ansamblul tuturor virusurilor care infectează oamenii constituie viromul uman.

### Virusuri noi
Un virus nou este un virus care nu a fost anterior identificat sau caracterizat. Acesta poate fi un virus izolat din rezervorul său natural sau unul care s-a răspândit la o gazdă animală sau umană unde nu fusese identificat anterior. Virusurile noi pot fi virusuri emergente, care reprezintă o variantă complet nouă, sau pot fi virusuri preexistente care nu au fost detectate anterior.
Multe virusuri noi apar prin transmiterea zoonotică, adică prin transmiterea de la animale la oameni. Factori precum distrugerea habitatelor naturale, comerțul cu animale sălbatice și contactul direct în piețele de animale vii facilitează acest proces. Astfel de condiții cresc riscul de salt de specie (spillover), permițând virusurilor să se adapteze la noi gazde umane.
În acest context, conceptul de „One Health” subliniază interconectarea sănătății oamenilor, animalelor și mediului, promovând o abordare colaborativă în prevenirea și gestionarea bolilor zoonotice.„entități la granița dintre viu și neviu”
Un exemplu notabil de virus nou este SARS-CoV-2, un coronavirus care a provocat pandemia de COVID-19.

## Clasificare
Clasificarea urmărește să descrie diversitatea virusurilor prin denumirea și gruparea acestora pe baza asemănărilor. În 1962, André Lwoff, Robert Horne și Paul Tournier au fost primii care au elaborat un sistem de clasificare a virusurilor, inspirat de sistemul ierarhic linneean, utilizat în mod tradițional pentru clasificarea organismelor celulare. Acesta clasifica virusurile în încrengături, clase, ordine, familii, genuri și specii, pe baza proprietăților lor structurale și genetice comune (nu ale gazdelor) și a tipului de acid nucleic care alcătuiește genomul lor.
În 1966, a fost înființat International Committee on Taxonomy of Viruses (ICTV) (în română Comitetul Internațional pentru Taxonomia Virusurilor). Totuși, sistemul propus de Lwoff, Horne și Tournier nu a fost inițial acceptat de ICTV, deoarece dimensiunea redusă a genomului viral și rata mare de mutație au făcut dificilă stabilirea filogeniei dincolo de nivelul ordinului. Ca urmare, sistemul de clasificare Baltimore a fost adoptat ca o completare a ierarhiei tradiționale. Acesta împarte virusurile în funcție de tipul de acid nucleic (ADN sau ARN), polaritatea genomului și mecanismul de replicare, oferind o înțelegere mai precisă a ciclurilor lor de viață.
Începând cu 2018, ICTV a început să recunoască relațiile evolutive mai profunde dintre virusuri, identificate de-a lungul timpului, și a adoptat un sistem de clasificare cu 15 niveluri, de la regn viral până la specie. În plus, unele specii din același gen sunt grupate în genogrupuri, care includ virusuri cu trăsături genetice similare, sugerând o înrudire apropiată și o posibilă origine comună.

### Clasificarea ICTV
International Committee on Taxonomy of Viruses (ICTV) (în română Comitetul Internațional pentru Taxonomia Virusurilor) este autoritatea principală în domeniul taxonomiei virusurilor, având rolul de a asigura o clasificare unificată și coerentă la nivel global. ICTV a elaborat sistemul actual de clasificare și a stabilit ghiduri care acordă o importanță sporită anumitor caracteristici ale virusurilor pentru a menține uniformitatea familiilor. Astfel, a fost instituită o taxonomie unificată, reprezentând un sistem universal de clasificare a virusurilor.
Cu toate acestea, doar o mică parte din diversitatea totală a virusurilor a fost studiată. Multe virusuri rămân necunoscute deoarece nu pot fi cultivate în laborator din cauza lipsei gazdelor celulare adecvate sau a cerințelor specifice de mediu. De asemenea, unele virusuri se găsesc în medii greu accesibile, precum oceanele adânci sau permafrostul. Studierea acestora este esențială pentru o înțelegere completă a evoluției și diversității virusurilor.
Până în 2024, ICTV a definit 7 domenii, 11 regate, 22 încrengături, 4 subîncrengături, 49 clase, 93 ordine, 12 subordinuri, 368 familii, 213 subfamilii, 3.769 genuri, 86 subgenuri și 16.215 specii de virusuri.
Pentru a organiza această diversitate, virusurile sunt clasificate folosind următoarele ranguri taxonomice, fiecare având un sufix specific:
Domeniu (-viria)
Subdomeniu (-vira)
Regn (-virae)
Subregn (-virites)
Încrengătură (-viricota)
Subîncrengătură (-viricotina)
Clasă (-viricetes)
Subclasă (-viricetidae)
Ordin (-virales)
Subordin (-virineae)
Familie (-viridae)
Subfamilie (-virinae)
Gen (-virus)
Subgen (-virus)
Specie

### Clasificarea Baltimore

Clasificarea Baltimore a virusurilor se bazează pe mecanismul de sinteză a ARN-ului mesager (ARNm), esențial pentru producerea proteinelor virale.

Biologul David Baltimore, laureat al Premiului Nobel, a dezvoltat acest sistem de clasificare. În clasificarea modernă a virusurilor, clasificarea ICTV este utilizată împreună cu clasificarea Baltimore pentru a oferi o înțelegere completă a relațiilor evolutive și a mecanismelor de replicare virală.
Clasificarea Baltimore împarte virusurile în funcție de modul în care acestea generează ARNm pentru a produce proteinele necesare replicării. Genomurile virale pot fi monocatenare (ss) sau bicatenare (ds), formate din ARN sau ADN, și pot utiliza sau nu transcriptaza inversă (RT) – o enzimă care permite conversia ARN-ului în ADN în timpul ciclului de replicare.
În plus, virusurile cu ARN monocatenar (ssARN) pot avea polaritate pozitivă (+) sau negativă (−). ARN-ul cu polaritate pozitivă (+) poate fi utilizat direct ca ARNm pentru sinteza proteinelor, în timp ce ARN-ul cu polaritate negativă (−) necesită conversie într-o formă complementară înainte de traducere. Această distincție influențează direct mecanismul de replicare virală.
Clasificarea Baltimore cuprinde șapte grupe majore:
I: Virusuri cu ADN bicatenar (dsADN) – de exemplu, Adenovirusuri, Herpesvirusuri, Poxvirusuri.

II: Virusuri cu ADN monocatenar (ssADN) cu polaritate pozitivă (+) – de exemplu, Parvovirusuri.
III: Virusuri cu ARN bicatenar (dsARN) – de exemplu, Reovirusuri.

IV: Virusuri cu ARN monocatenar cu polaritate pozitivă (+ssARN) – de exemplu, Coronavirusuri, Picornavirusuri, Togavirusuri.

V: Virusuri cu ARN monocatenar cu polaritate negativă (−ssARN) – de exemplu, Ortomixovirusuri, Rabdovirusuri.

VI: Virusuri cu ARN monocatenar cu transcriptază inversă (ssARN-RT) cu polaritate pozitivă (+) și intermediar ADN în ciclul de viață – de exemplu, Retrovirusuri.

VII: Virusuri cu ADN bicatenar cu transcriptază inversă (dsADN-RT) cu intermediar ARN în ciclul de viață – de exemplu, Hepadnavirusuri.

## Rolul virusurilor în patologia umană

Prezentare generală a principalelor tipuri de infecții virale și a celor mai importante specii implicate (în limba engleză).

Virusurile sunt agenți patogeni implicați într-o gamă variată de boli umane, de la infecții autolimitate la afecțiuni severe și potențial letale. Exemple frecvente de infecții virale includ răceala comună, gripa, varicela și herpesul labial. Pe de altă parte, virusuri precum rabdovirusul (rabia), virusul Ebola, virusul imunodeficienței umane (HIV – SIDA), virusurile gripale aviare și coronavirusurile patogene, cum ar fi SARS-CoV, sunt responsabile de boli grave, cu rate crescute de morbiditate și mortalitate. Virulența definește capacitatea unui virus de a provoca boală și variază considerabil între diferite specii virale.
Studiile în curs vizează identificarea unor posibile etiologii virale pentru afecțiuni considerate anterior de altă natură. De exemplu, există ipoteze privind asocierea dintre herpesvirusul uman 6 (HHV-6) și patologii neurologice precum scleroza multiplă și sindromul oboselii cronice. De asemenea, se investighează rolul bornavirusului, anterior considerat agent etiologic al unor boli neurologice la cabaline, în posibila patogeneză a unor tulburări psihiatrice umane. Un alt domeniu de interes major îl reprezintă virusurile zoonotice, care au ca rezervor primar speciile animale și pot fi transmise la om prin contact direct sau prin vectori intermediari. Acestea au un impact semnificativ asupra sănătății publice, deoarece pot suferi mutații și pot dezvolta capacitatea de a se transmite interuman, conducând la epidemii sau pandemii. Exemple relevante includ coronavirusurile, cum ar fi SARS-CoV, MERS-CoV și SARS-CoV-2, virusurile gripale aviare și filovirusurile precum Ebola și Marburg.
Virusurile cauzează boli prin multiple mecanisme, în funcție de specia virală și de interacțiunea acesteia cu gazda. La nivel celular, cel mai frecvent mecanism este liza celulară, în care virusul determină distrugerea membranei celulare și moartea celulei. În cazul organismelor pluricelulare, moartea unui număr semnificativ de celule poate duce la afectarea funcției organelor și a homeostaziei generale. În plus, unele virusuri au dezvoltat mecanisme avansate de evaziune imună, care le permit să persiste în organism. Variabilitatea antigenică, proces prin care virusurile își modifică structura proteinelor de suprafață pentru a evita recunoașterea de către sistemul imun, este caracteristică unor virusuri precum cel gripal. Alte virusuri, precum HIV, inhibă răspunsul imun prin afectarea funcției limfocitelor T, în timp ce citomegalovirusul interferează cu procesul de prezentare antigenică, blocând recunoașterea sa de către sistemul imun.
Unele virusuri pot persista în organism fără a cauza simptome evidente. Un exemplu clasic este virusul herpes simplex, care poate intra într-o stare latentă în sistemul nervos și se poate reactiva periodic. Latența este o caracteristică a mai multor virusuri herpetice, inclusiv a virusului Epstein–Barr, responsabil de mononucleoza infecțioasă, și a virusului varicelo-zosterian, care provoacă varicela și, ulterior, zona zoster. Se estimează că majoritatea oamenilor sunt infectați cu cel puțin un tip de herpesvirus. Interesant este faptul că anumite virusuri latente pot avea efecte benefice asupra gazdei. Studii recente sugerează că prezența unor astfel de virusuri poate stimula răspunsul imun împotriva unor bacterii patogene periculoase, cum ar fi Yersinia pestis, agentul ciumei.
Alte virusuri nu sunt eliminate complet de sistemul imunitar și determină infecții cronice sau persistente, caracterizate prin replicare virală continuă. Acest fenomen este frecvent întâlnit în infecțiile cu virusul hepatitei B și virusul hepatitei C, care pot duce la fibroză hepatică, ciroză și carcinom hepatocelular. Aceste infecții sunt favorizate de inflamația cronică și stresul oxidativ indus de replicarea virală. Persoanele cu infecții virale cronice sunt denumite purtători, deoarece reprezintă un rezervor de virusuri infecțioase. În populațiile cu o prevalență ridicată a purtătorilor, o boală infecțioasă devine endemică, ceea ce favorizează transmiterea continuă a agentului patogen în comunitate.
Un domeniu emergent de cercetare este interacțiunea virusurilor cu microbiomul uman. S-a demonstrat că anumite infecții virale pot modifica compoziția florei intestinale, afectând echilibrul bacteriilor benefice și influențând răspunsul imun. Aceste schimbări pot avea efecte de lungă durată, crescând susceptibilitatea la boli autoimune sau inflamatorii. De asemenea, expunerea precoce la unele virusuri în copilărie poate modela sistemul imun pe termen lung. Acest fenomen poate avea atât efecte protectoare, prin stimularea răspunsului imun înnăscut, cât și efecte dăunătoare, prin crearea unui mediu predispozant pentru boli autoimune, cum ar fi diabetul de tip 1 sau artrita reumatoidă.
Virusurile joacă un rol complex în sănătatea umană, fiind atât agenți patogeni majori implicați în boli acute, cronice și letale, cât și factori care, în anumite condiții, pot influența pozitiv răspunsul imun al gazdei. Studierea mecanismelor prin care virusurile interacționează cu gazda poate oferi noi perspective asupra tratamentului și prevenirii bolilor virale, precum și asupra impactului acestora asupra sănătății umane la nivel global.

### Epidemiologie
Epidemiologia virală este ramura științelor medicale care studiază transmiterea, distribuția și controlul infecțiilor virale la om. Virusurile pot fi transmise vertical, de la mamă la făt, sau orizontal, între indivizi. Transmiterea verticală apare în cazul unor virusuri precum virusul hepatitic B (VHB) și virusul imunodeficienței umane (HIV), unde nou-născutul poate fi infectat transplacentar, în timpul nașterii sau prin alăptare. De asemenea, virusuri precum citomegalovirusul, virusul rubeolic și virusul Zika pot traversa placenta și infecta fătul, provocând complicații severe. Un caz particular, dar mai rar, este virusul varicelo-zosterian, care, deși provoacă infecții ușoare la copii și adulți, poate determina varicelă congenitală severă sau sindrom varicelo-zosterian neonatal, afecțiuni cu un prognostic rezervat.
Transmiterea orizontală este mecanismul predominant de răspândire a virusurilor în populații și se realizează prin contact direct sau indirect. Contactul direct include inocularea parenterală (transfuzii, utilizarea seringilor contaminate), contactul sexual și expunerea la secreții biologice (salivă, sânge, secreții respiratorii). Contactul indirect poate avea loc prin ingestia de alimente sau apă contaminate, un mecanism frecvent în cazul poliovirusului, norovirusului și rotavirusului, sau prin inhalarea aerosolilor care conțin particule virale, caracteristică pentru virusurile gripale, SARS-CoV-2 și rujeolic. Unele virusuri sunt transmise prin vectori biologici, cum ar fi țânțarii infectați cu virusul dengue, virusul Zika și virusul febrei galbene, care inoculează agentul patogen direct în gazdă. Un alt mod important de transmitere este prin fomite (obiecte contaminate), relevant pentru adenovirusuri, rinovirusuri și coronavirusuri. Rata de răspândire a unui virus este influențată de densitatea populației, proporția indivizilor susceptibili (neimunizați), condițiile de igienă, accesul la servicii medicale și factorii de mediu.
Un concept esențial în epidemiologia virală este imunitatea colectivă („herd immunity”), care poate limita sau chiar stopa transmiterea infecțiilor virale. Aceasta este deosebit de importantă pentru virusurile prevenibile prin vaccinare, cum ar fi rujeola, varicela și gripa. Însă, capacitatea virusurilor ARN de a suferi mutații frecvente, așa cum se observă la HIV, virusul gripal și SARS-CoV-2, reprezintă o provocare majoră în dezvoltarea unor vaccinuri eficiente pe termen lung. În cazul virusului gripal, mutațiile periodice necesită actualizarea anuală a vaccinurilor, în timp ce la HIV, variabilitatea genomică extrem de mare a împiedicat până acum dezvoltarea unui vaccin eficient. Emergența variantelor virale, așa cum s-a observat în cazul variantelor Delta și Omicron ale SARS-CoV-2, poate influența semnificativ transmisibilitatea virusului, severitatea bolii și eficiența vaccinurilor existente.
Epidemiologia virală are un rol crucial în întreruperea lanțului de transmitere în timpul focarelor epidemice.:264 Controlul infecțiilor virale se bazează pe identificarea rapidă a surselor focarului și pe caracterizarea virusului implicat. În cazul virusurilor pentru care există vaccinuri, imunizarea populației reprezintă cel mai eficient mijloc de prevenție. Când vaccinurile nu sunt disponibile, măsurile de igienă, dezinfecție, control al vectorilor și distanțare socială sunt esențiale pentru limitarea răspândirii. Adesea, persoanele infectate sunt izolate, iar contacții sunt plasați în carantină.:894 Un exemplu notabil este epidemia de febră aftoasă din Marea Britanie (2001), unde autoritățile au aplicat strategia „stamping out”, ce a implicat sacrificarea animalelor infectate pentru a elimina rezervorul viral.
Majoritatea infecțiilor virale prezintă o perioadă de incubație, în care virusul se replică fără a determina simptome.:170 Aceasta variază de la câteva zile la câteva săptămâni, în funcție de virus.:170–172 Ulterior, urmează perioada de contagiozitate, în care individul infectat poate transmite virusul altor gazde.:170–172 Cunoașterea acestor perioade este crucială pentru stabilirea strategiilor de prevenție și control epidemiologic.:272 Infecțiile virale pot fi endemice, menținându-se la un nivel constant într-o anumită populație (ex. virusul hepatitic B în Asia și Africa), pot genera epidemii, caracterizate printr-o creștere bruscă a numărului de cazuri într-o regiune, sau pot deveni pandemii, atunci când se răspândesc la nivel global, așa cum s-a întâmplat în cazul gripei spaniole (1918-1919), pandemiei de gripă H1N1 (2009) și pandemiei de COVID-19.:891
Metodele moderne de supraveghere epidemiologică sunt esențiale pentru prevenirea și gestionarea epidemiilor. Epidemiologia moleculară, utilizând secuvențierea genomică, permite monitorizarea în timp real a evoluției virusurilor și detectarea rapidă a variantelor emergente. Această tehnologie a fost crucială în pandemia de COVID-19, facilitând identificarea și clasificarea variantelor SARS-CoV-2 și adaptarea strategiilor de sănătate publică. În plus, utilizarea inteligenței artificiale și a modelelor predictive contribuie la detectarea precoce a focarelor și la optimizarea măsurilor de control. Aceste progrese au revoluționat supravegherea bolilor infecțioase, permițând intervenții rapide și eficiente pentru prevenirea pandemiilor viitoare.

### Epidemii și pandemii

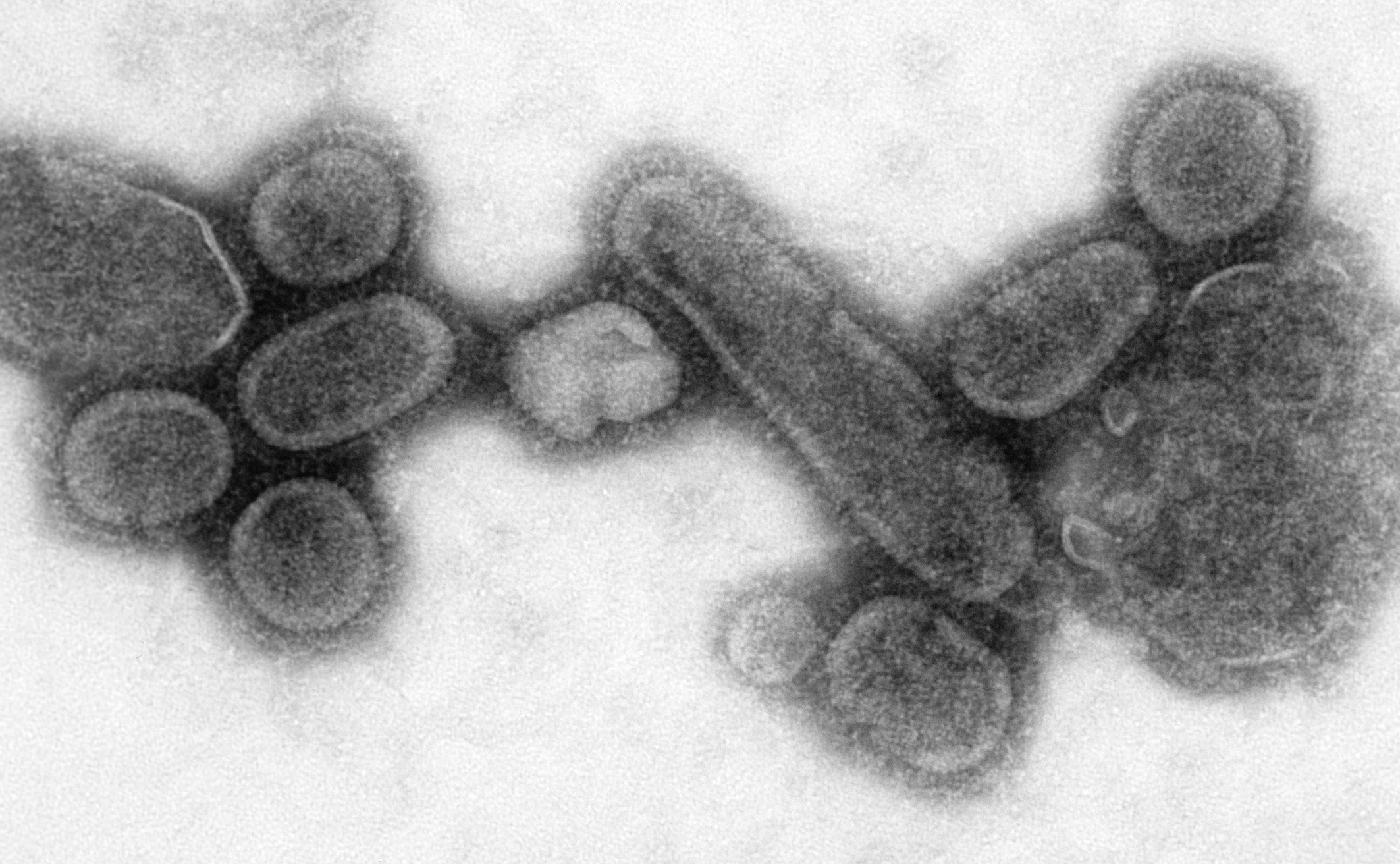
Imagine obținută cu microscopul electronic de transmisie a virusului gripal din 1918, recreat.

O pandemie reprezintă o epidemie extinsă la scară globală, având un impact semnificativ asupra sănătății publice, economiei și stabilității sociale. Una dintre cele mai devastatoare pandemii din istorie a fost gripa spaniolă (1918–1919), cauzată de o variantă extrem de virulentă a virusului gripă A(H1N1). Aceasta s-a remarcat printr-o rată ridicată de mortalitate în rândul adulților tineri și sănătoși, spre deosebire de epidemiile sezoniere, care afectează preponderent copiii, vârstnicii și persoanele imunocompromise.:409–415 Estimările inițiale indicau între 40 și 50 de milioane de decese, însă cercetările recente sugerează că bilanțul real ar fi putut ajunge la 100 de milioane, echivalentul a 5% din populația globală din acel moment. Această pandemie a evidențiat atât impactul devastator al unui virus cu transmisibilitate ridicată, cât și insuficiența măsurilor de sănătate publică în fața unor astfel de amenințări.
Deși pandemiile virale sunt relativ rare, HIV, un retrovirus zoonotic care a evoluat din virusuri prezente la primate, persistă ca pandemie globală de peste patru decenii. În secolul XX, patru pandemii gripale majore au fost documentate, cele din 1918, 1957 și 1968 fiind cele mai severe. Originea HIV este localizată în Africa subsahariană, iar în prezent, se estimează că aproximativ 37,9 milioane de persoane trăiesc cu această infecție la nivel mondial. În 2018, s-au înregistrat 770.000 de decese asociate SIDA, iar de la recunoașterea oficială a bolii în 1981, peste 25 de milioane de persoane și-au pierdut viața. Persistența acestei pandemii este atribuită capacității virusului de a dezvolta rezistență la terapiile antiretrovirale, necesitând tratament combinat și cercetări continue pentru dezvoltarea unor noi clase de medicamente.
În paralel cu pandemia HIV, alte virusuri extrem de letale aparțin familiei Filoviridae, incluzând ebolavirusurile și marburgvirusurile, agenți patogeni responsabili de febre hemoragice virale. Virusul Marburg, identificat în 1967, a fost responsabil pentru mai multe focare epidemice severe, inclusiv cel din Angola (2005). Boala provocată de virusul Ebola, descoperită pentru prima dată în 1976, a determinat epidemii recurente, cel mai grav episod fiind epidemia din Africa de Vest (2013–2016), cu zeci de mii de cazuri și o rată ridicată a mortalității. Aceste focare subliniază importanța supravegherii epidemiologice și necesitatea dezvoltării rapide a măsurilor de control, inclusiv vaccinuri și terapii specifice.
Cu excepția variolei, majoritatea pandemiilor sunt cauzate de virusuri emergente, care apar fie prin mutații genetice, fie prin salturi interspecifice ce permit transmiterea la noi gazde. Virusurile gripale aviare (H5N1, H7N9) sunt monitorizate îndeaproape datorită potențialului lor pandemic, întrucât mutațiile ar putea facilita transmiterea eficientă între oameni. Aceste fenomene evidențiază rolul zoonozelor în emergența pandemiilor, subliniind necesitatea unei abordări One Health, care integrează sănătatea umană, animală și de mediu pentru a preveni viitoarele crize sanitare.
Sindromul respirator acut sever (SARS) și Sindromul respirator din Orientul Mijlociu (MERS) sunt cauzate de coronavirusuri emergente, care, deși înrudite cu virusuri ce determină răceli ușoare, au demonstrat virulență ridicată și potențial pandemic. În 2003, SARS-CoV a determinat aproximativ 8.000 de cazuri și 800 de decese, punând în evidență lipsa de pregătire a sistemelor sanitare globale pentru astfel de amenințări.
În mod similar, un coronavirus înrudit, SARS-CoV-2, cu o probabilă origine zoonotică la lilieci, a fost identificat în Wuhan, China, în noiembrie 2019 și s-a răspândit rapid la nivel mondial. Infecția cu acest virus a dus la declanșarea pandemiei de COVID-19, declarată oficial în martie 2020. Aceasta a generat o criză globală fără precedent, evidențiind vulnerabilitățile majore ale sistemelor de sănătate, insuficiența infrastructurii medicale și importanța cooperării internaționale în gestionarea bolilor infecțioase.
Pe lângă impactul medical sever, COVID-19 a provocat perturbări economice majore, inclusiv colapsul lanțurilor de aprovizionare, creșterea șomajului și restricții severe asupra mobilității globale, cu efecte de lungă durată asupra economiei mondiale. De asemenea, sechelele pe termen lung ale infecției („Long COVID”) au devenit o preocupare majoră, afectând calitatea vieții și impunând un efort suplimentar asupra sistemelor de sănătate publică.
Un factor esențial în gestionarea pandemiei a fost dezvoltarea rapidă a vaccinurilor anti-COVID-19, bazate pe tehnologia ARNm și vectori virali, care s-au dovedit eficiente în reducerea severității bolii și a mortalității. Cu toate acestea, ezitarea vaccinală, dezinformarea și teoriile conspirației au împiedicat atingerea unei acoperiri vaccinale optime, prelungind astfel criza sanitară. În plus, inechitatea distribuției vaccinurilor a fost un obstacol semnificativ, în special în regiunile cu venituri mici, unde accesul la doze a fost limitat. Acceptarea vaccinurilor rămâne o provocare majoră, ceea ce subliniază necesitatea unor campanii de educație pentru sănătate bazate pe dovezi științifice și combaterea activă a dezinformării.

### Cancer
Virusurile sunt agenți oncogeni bine documentați la om și la alte specii, dar cancerele virale apar doar într-o proporție mică dintre indivizii infectați. Acestea provin din diverse familii virale, incluzând atât virusuri cu ARN, cât și cu ADN, ceea ce subliniază faptul că nu există un singur tip de virus oncogen. Termenul „oncovirus” este considerat învechit, fiind folosit inițial pentru retrovirusurile cu transformare acută. Procesul de carcinogeneză virală este complex și depinde de o serie de factori, precum imunitatea gazdei, mutațiile genetice ale celulelor infectate, factorii de mediu și co-infecțiile, cum ar fi infectările simultane cu HIV, care pot crește riscul dezvoltării unor tipuri de cancer virale, cum ar fi limfomele asociate cu EBV și sarcomul Kaposi legat de HHV-8.
Mecanismele prin care virusurile favorizează dezvoltarea cancerului sunt multiple. Acestea includ integrarea genomului viral în ADN-ul gazdei, cum se întâmplă cu HPV și HBV, sau exprimarea unor proteine virale oncogene care interferează cu controlul normal al ciclului celular și cu mecanismele de reparare a ADN-ului, cum sunt proteinele E6 și E7 ale HPV, care inactivază p53 și Rb. De asemenea, infecțiile persistente cu anumite virusuri provoacă inflamație cronică, un factor favorizant al carcinogenezei, cum se observă în cazul HCV și HBV. Unele virusuri oncogene, cum sunt HPV și EBV, dezvoltă mecanisme avansate de imunoevaziune, care le permit să supraviețuiască în gazdă pe perioade îndelungate și să contribuie la formarea tumorilor.
Printre virusurile confirmate ca agenți oncogeni pentru om se numără papilomavirusul uman, în special genotipurile cu risc oncogen, virusul hepatitei B, virusul hepatitei C, virusul Epstein-Barr, HHV-8 și HTLV-1. Cel mai recent virus oncogen identificat este poliomavirusul celulelor Merkel (MCPyV), care cauzează majoritatea cazurilor de carcinom cu celule Merkel, o formă rară și agresivă de cancer cutanat. Infecțiile cronice cu virusul hepatitei  B și virusul hepatitei C pot duce la carcinom hepatocelular, un cancer hepatic primar frecvent întâlnit. HTLV-1 este asociat cu leucemia/limfomul cu celule T la adult (ATLL) și cu parapareza spastică tropicală, iar infecțiile cu HPV sunt implicate în cancerul de col uterin, dar și în cancerele orofaringiene, anale, peniene și cutanate.
Dintre herpesvirusuri, HHV-8 este responsabil pentru sarcomul Kaposi și pentru forme rare de limfom primar al cavităților seroase, iar EBV este implicat în limfomul Burkitt, limfomul Hodgkin, tulburările limfoproliferative post-transplant și carcinomul nazofaringian. Poliomavirusul celulelor Merkel (MCPyV), un poliomavirus înrudit cu SV40 și poliomavirusurile murine, este considerat principalul agent cauzal al carcinomului cu celule Merkel, consolidând importanța cercetărilor asupra mecanismelor virale de oncogeneză.
Un aspect crucial în prevenirea cancerelor virale este vaccinarea, care a demonstrat o eficiență semnificativă, în special în cazul virusurilor oncogene HPV și HBV. Vaccinurile profilactice împotriva acestora au redus considerabil incidența cancerului de col uterin și a carcinomului hepatocelular, subliniind importanța implementării programelor de vaccinare la nivel global pentru a preveni dezvoltarea acestor tipuri de cancer.

### Mecanismele de apărare ale gazdei
Mecanismele de apărare ale gazdei împotriva infecțiilor virale sunt complexe și implică atât imunitatea înnăscută, cât și pe cea adaptativă. Sistemul imunitar înnăscut reprezintă prima linie de apărare a organismului și include bariere anatomice și celulare, cum ar fi macrofagele, celulele dendritice și celulele NK, alături de mecanisme moleculare nespecifice, cum ar fi producția de interferoni. Interferonii de tip I (IFN-α și IFN-β) joacă un rol esențial în limitarea replicării virale, inducând o „stare antivirală” în celulele neinfectate și stimulând activitatea celulelor NK. Interferonul gamma (IFN-γ), produs de limfocitele T și celulele NK, amplifică răspunsul imun prin activarea macrofagelor și îmbunătățirea prezentării antigenelor virale.
Un alt mecanism important al imunității înnăscute este interferența ARN (ARNi), care degradează ARN-ul viral și împiedică expresia genelor virale. Totuși, anumite virusuri, precum rotavirusurile, au dezvoltat strategii sofisticate pentru a eluda această apărare. De exemplu, rotavirusurile își protejează genomul ARN dublu-catenar în interiorul capsidei virale, eliberând doar ARN-ul mesager prin structuri specializate, evitând astfel recunoașterea de către sistemul imun al gazdei.
Când infecția nu este eliminată rapid de imunitatea înnăscută, sistemul imunitar adaptativ preia controlul. Imunitatea umorală implică producerea de anticorpi specifici de către limfocitele B. Imunoglobulina M (IgM) este primul anticorp produs și are o puternică capacitate de neutralizare a virusurilor, dar rămâne în organism doar câteva săptămâni. Imunoglobulina G (IgG), în schimb, conferă protecție pe termen lung și este utilizat ca marker serologic pentru infecțiile anterioare sau pentru evaluarea eficienței vaccinurilor.
Anticorpii rămân eficienți și după ce virusurile reușesc să pătrundă în celula gazdă. Un exemplu este proteina TRIM21, care se atașează de anticorpi pe suprafața particulelor virale, activând un mecanism de distrugere a virusului prin sistemul proteozomal al celulei.

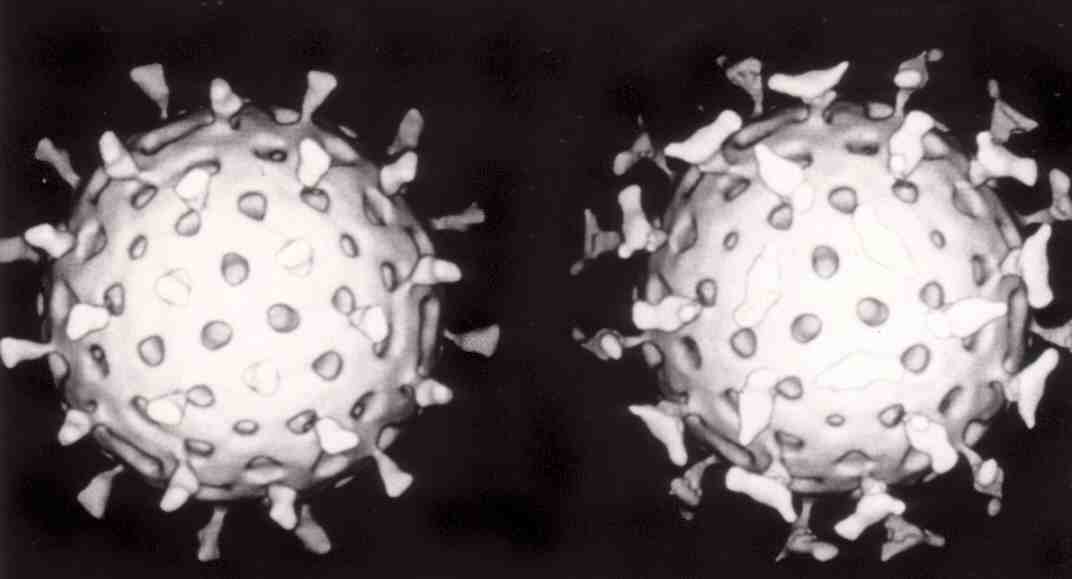
Doi rotaviruși: cel din dreapta este acoperit cu anticorpi care împiedică atașarea sa la celule și infectarea lor.

Imunitatea celulară joacă, de asemenea, un rol esențial în combaterea infecțiilor virale. Limfocitele T citotoxice (CD8+) recunosc și distrug celulele infectate care prezintă peptide virale prin intermediul moleculelor MHC clasa I. Limfocitele T helper (CD4+) coordonează răspunsul imun prin secreția de citokine, care stimulează activarea macrofagelor, proliferarea limfocitelor B și producția de anticorpi.
Producția de interferon este un alt mecanism esențial al apărării gazdei. Interferonul acționează prin inducerea unor gene antivirale, care degradează ARN-ul viral, inhibă sinteza proteinelor virale și activează celulele imune, contribuind astfel la controlul infecțiilor acute și cronice.
Totuși, nu toate infecțiile virale provoacă un răspuns imun protectiv. De exemplu, HIV evazionează sistemul imun prin mutații frecvente ale secvențelor de aminoacizi ale proteinelor de suprafață ale virionului, un proces cunoscut sub numele de „mutație de evadare”. Aceasta îi permite virusului să rămână nedetectat de răspunsul imun, ceea ce favorizează persistența sa în organism. Alte virusuri, cum ar fi cele neurotrope, se răspândesc prin sistemul nervos central, un loc unde sistemul imun are acces limitat din cauza „privilegiului imunologic neuronal”.
În infecțiile cronice, precum hepatita B și C, răspunsul imun poate deveni disfuncțional, ducând la epuizarea limfocitelor T. Acest fenomen, caracterizat prin expresia unor molecule inhibitorii, precum PD-1, reduce eficiența limfocitelor T citotoxice, permitând virusului să persiste și să ducă la boli cronice. Această disfuncție este un obiectiv al terapiilor emergente, cum ar fi inhibitorii punctelor de control imun, care sunt utilizate pentru a restabili activitatea sistemului imun.
În concluzie, interacțiunea dintre virusuri și sistemul imunitar este esențială pentru înțelegerea modului în care infecțiile sunt controlate și pentru dezvoltarea unor tratamente inovatoare. Vaccinurile cu vectori virali și vaccinurile subunitare sunt exemple de strategii terapeutice care stimulează atât imunitatea umorală, cât și cea celulară. Totodată, terapiile bazate pe interferon și noile vaccinuri ARN mesager reprezintă direcții promițătoare în tratamentele antivirale și în prevenirea bolilor virale.

## Istoric
- Existența unor microorganisme invizibile la microscop a fost intuită de Pasteur după ce toate încercările de a pune în evidență agentul turbării au părut a fi zadarnice.
- După unii precursori geniali (Edward Jenner, Pasteur), progresele în domeniul virologiei au rămas neînsemnate și până la începutul secolului al XX-lea, s-a vorbit în continuare de acele „ființe imaginare”, fără ca ele să fie cunoscute.
- Printre primii care au dovedit indirect, neavând la îndemână microscoapele actuale, a fost Martinus Beierink. Tatăl său care vindea tabac, a fost ruinat de boala numită mozaicul tutunului, care se credea pe atunci că este boală produsă de bacterii. Beierink a filtrat prin porțelan un triturat din frunze bolnave de tutun. Cu microscoapele vremii el n-a reușit să observe agentul patogen. Însă el presupune, după ce cu filtratul obținut a reușit să infecteze plante sănătoase, că agentul infecțios trebuie să fie ceva mai mic ca bacteria.[152]
- Cu ajutorul microscopului optic cu lumină ultravioletă ("ultramicroscopul"), se pot distinge obiecte până la o finețe dimensională de 0,15 μm, la măriri de 6.000-7.000 ori. Cu toate acestea, virusurile (inframicrobii), nu se pot observa cu aceste microscoape. Observarea lor cere o mărire de ordinul 10.000-15.000 ori, ceea ce nu se poate obține cu microscopul optic, deoarece astfel de măriri necesită puteri separatoare de 0,2 μm.
- La sfârșitul secolului al XIX-lea, s-a reușit detectarea lor printr-o metodă indirectă; după triturarea țesuturilor care le conțin, virusurile traversează filtrele și prin injectare transmit o anumită boală, astfel că li s-a atribuit denumirea de virusuri filtrante.
- Lucrările lui R. Degkwitz (1927) și T. Taniguchi (1935) au demonstrat că rujeola este cauzată de un virus. La fel și rubeola. Aceste două virusuri vor fi cultivate ulterior de Enders (1962).
- În 1935, W. M. Stanley izolează o „proteină” și demonstrează că inocularea acesteia unor plante provoacă boala numită mozaicul tutunului; de asemenea, arată că „proteina” păstrează această proprietate și după cristalizare; Bowden și Pirie îi confirmă descoperirile în 1937. Ulterior s-a văzut că de fapt era vorba de un acid nucleic cu un înveliș de natură proteică; în cazul virusurilor patogene pentru animale, aceste două componente pot, în anumite condiții, să se separe.
- În 1939, G. Kausche, E. Pfankuch și E. Ruska au început să studieze virusurile la microscopul electronic.
- În 1943, Goodpasture este inițiatorul infectării membranei alantoidiene a oului embrionat de pui (variola aviară, vaccina, herpesul), care va fi dezvoltată de F. M. Burnet și colaboratorii săi, iar apoi de mulți alții (Levaditi, Myakawa, etc).
- După ce demonstrează că la baza reproducerii virusului mozaicului tutunului stă ARN-ul, Heinz Fraenkel-Conrat arată în 1955 împreună cu Robley Williams că un virus funcțional poate fi obținut din ARN purificat și o proteină, acestea două unindu-se spontan (proteina învelește materialul genetic), - deci aceasta este cea mai stabilă structură (cu energia cea mai mică) -, și este foarte probabil ca acesta să fie și mecanismul de formare a virusului în celula gazdă.
- În 1958, Stanley a stabilit că ceea ce credea a fi „proteina” virusului mozaicului tutunului are proprietățile moleculelor chimice dar dispune și de capacitatea de a se reproduce și de a se transforma.

## Proprietăți
- Din punct de vedere chimic virusurile sunt constituite din nucleoproteide. La un înalt grad de puritate ele pot cristaliza.
- La virusul herpesului capsida este prevăzută cu prelungiri proteinice (capsomeri) care acoperă toată suprafața virionului.
- Deosebiri față de bacterii:
  - Virusurile au dimensiuni foarte mici (de la 8 nm până la 500 nm, astfel că pot traversa filtrele poroase ce rețin bacteriile).
  - Reproducerea virusurilor este posibilă numai în interiorul celulelor vii, în organisme sau în medii de cultură care conțin astfel de celule.
  - Au rezistență mare la glicerină și la solvenții lipoidelor, față de care sunt sensibili majoritatea microbilor.
- Virusurile sunt agenți patogeni ai unor boli denumite generic viroze.
- În general, virusurile dau imunitate, dar infecția poate fi determinată și de acizii nucleici extrași din virusuri; în acest caz nu se obține imunizare, datorită lipsei proteinei.
- Exemple: virusul variolei, virusul turbării, virusul encefalitei, HIV, virusul gripal, etc.
- Există și viroze ale plantelor, cel mai cunoscut agent fiind Virusul mozaicului tutunului.
- Alte viroze ale plantelor: mozaicul castraveților, viroza mozaicului porumbului, răsucirea frunzelor de cartof, bășicarea frunzelor de piersic.
- Viroze ale animalelor: febra aftoasă, turbarea, pesta porcină, aviară, ovină.
- Viroze ale oamenilor: turbarea, gripa, oreionul, varicela, variola, poliomielita.